# Hart van de stad
Hart van de Stad was een wekelijks Nederlands televisieprogramma van  RTL 4 waarbij Patty Brard na vijf jaar afwezigheid in 1995 haar comeback maakte op de televisie. In het programma had zij geplande en onverwachte ontmoetingen met bekende en onbekende mensen uit de stad. In dit programma zien we Brard zes weken rondreizen door Europese steden, waar ze haar plaatsnaambord in de grond steekt: Brard City. Haar tochten gingen niet langs toeristische trekpleisters, maar waren opgehangen aan mensen; mensen die het leven in die stad meebepalen en die kenmerkend kunnen worden genoemd voor de emoties die die steden oproepen.

## Geschiedenis
Nadat Brard met haar tijdschrift kopje onder was gegaan (ze bleef alleen achter met een schuld van 2,7 miljoen gulden) en haar riante huis met inboedel en al geveild zag worden, waren het producent Willem Herselman en Bert van der Veer die haar terug op televisie brachten. 
Op het kantoor van het Bussumse produktiebedrijf Tenfold werkte Brard de eerste paar maanden voor andere programma's. In voorbereiding was een serie over Europese steden, bestemd voor Manuëla Kemp maar zij vertrok naar de KRO. Bert van der Veer had de vervangster gevonden: Patty Brard.

## Trivia
- Voor het programma zong Patty zelf het liedje Beautiful People in.
- Hart van de stad noemde ze liefkozend 'mijn kind'. Het productiebedrijf Tenfold ontfermde zich over haar toen ze platzak en in bijna deplorabele omstandigheden moest proberen een nieuwe toekomst op te bouwen.